# 曲州
曲州，唐朝时设置的羁縻州。
武德八年（625年）改恭州置，治所在朱提县（今云南省昭通市）。属戎州都督府。辖境相当今云南省昭通市一带。天宝中地入南诏，徙置于今四川省宜宾县安边镇西南。唐末废。